# VDIM (system zintegrowanego zarządzania dynamiką pojazdu)
VDIM (Vehicle Dynamics Integrated Management) – opracowany przez koncern Toyota Motor Corporation kompleksowy system bezpieczeństwa czynnego pojazdów, integrujący działanie funkcji wielu systemów bezpieczeństwa, takich jak ABS, system kontroli trakcji czy system stabilizacji toru jazdy w sposób pozwalający zapobiegać utracie panowania nad pojazdem.
Komputer realizujący funkcje VDIM analizuje informacje z wielu czujników (prędkości obrotowej poszczególnych kół, przyspieszeń wzdłuż każdej z osi, wychyleń nadwozia itd.) i w razie potrzeby reguluje siłę hamowania każdego z kół i moc wytwarzaną przez silnik a także, zależnie od wyposażenia samochodu, siłę na kierownicy czy charakterystykę zawieszenia.
System VDIM wprowadzono po raz pierwszy w roku 2004 w produkowanym na rynek japoński samochodzie Toyota Crown Majesta, zaś poza Japonią rok później w samochodzie Lexus GS.